# Бєлополє
44°42′ пн. ш. 15°45′ сх. д. / 44.7° пн. ш. 15.75° сх. д.
Бєлополє (хорв. Bjelopolje) — населений пункт у Хорватії, у Лицько-Сенській жупанії у складі громади Плитвицька Єзера.

## Населення
Населення за даними перепису 2011 року становило 114 осіб.
Динаміка чисельності населення поселення:

## Клімат
Середня річна температура становить 8,54 °C, середня максимальна – 23,28 °C, а середня мінімальна – -8,17 °C. Середня річна кількість опадів – 1289 мм.
| Клімат поселення                              | Клімат поселення | Клімат поселення | Клімат поселення | Клімат поселення | Клімат поселення | Клімат поселення | Клімат поселення | Клімат поселення | Клімат поселення | Клімат поселення | Клімат поселення | Клімат поселення | Клімат поселення |
| Показник                                      | Січ.             | Лют.             | Бер.             | Квіт.            | Трав.            | Черв.            | Лип.             | Серп.            | Вер.             | Жовт.            | Лист.            | Груд.            |                  |
| Середній максимум, °C                         | 5,59             | 7,06             | 10,71            | 14,85            | 19,76            | 22,98            | 23,28            | 22,93            | 18,79            | 14,09            | 8,56             | 4,23             |                  |
| Середня температура, °C                       | −1,29            | 0,18             | 3,83             | 7,98             | 12,88            | 16,09            | 18,44            | 18,09            | 13,95            | 9,26             | 3,73             | −0,6             |                  |
| Середній мінімум, °C                          | −8,17            | −6,7             | −3,04            | 1,10             | 6,00             | 9,21             | 13,58            | 13,24            | 9,10             | 4,41             | −1,11            | −5,45            |                  |
| Норма опадів, мм                              | 90               | 93               | 98               | 111              | 98               | 98               | 78               | 88               | 123              | 134              | 155              | 123              |                  |
| Середньомісячна швидкість вітру, м/с          | 1.84             | 1.94             | 2.19             | 2.15             | 2.02             | 1.78             | 1.73             | 1.63             | 1.68             | 1.78             | 1.96             | 2.01             |                  |
| Середньомісячна сонячна радіація, кДж/м²·день | 4559             | 7255             | 10741            | 15207            | 19392            | 21420            | 23061            | 19937            | 14660            | 9472             | 5017             | 3835             |                  |
| --------------------------------------------- | ---------------- | ---------------- | ---------------- | ---------------- | ---------------- | ---------------- | ---------------- | ---------------- | ---------------- | ---------------- | ---------------- | ---------------- | ---------------- |
| Джерело:                                      |                  |                  |                  |                  |                  |                  |                  |                  |                  |                  |                  |                  |                  |